# José Francisco Segurola
José Francisco Segurola Mayoz (Guipúzcoa, 19 de abril de 1954) es un terrorista de la organización Euskadi Ta Askatasuna (ETA), que cumple condena en Francia por asociación de malhechores y que es reclamado por la justicia española, en concreto por los Juzgados Centrales de Instrucción nº 2 y 5 de la Audiencia Nacional por dos delitos, fundamentados en que está acusado de haber solicitado a un tercero que diera alojamiento a varios miembros del comando Donosti de ETA, quienes fabricaron un zulo en un caserío localizado por la policía el 6 de junio de 1994, en cuyo interior se encontraron numeroso armamento y explosivos de todo tipo, que fueron utilizados en el ametrallamiento del cuartel de la Guardia Civil en Éibar en diciembre de 1982 y en los disparos contra el cuartel de Loyola en San Sebastián del 29 de abril de 1991. Se solicitó la extradición del mismo a España desde Francia en los acuerdos del Consejos de Ministros del 3 y el 17 de diciembre de 2010.